# Nemania beaumontii
Nemania beaumontii är en svampart som först beskrevs av Berk. & M.A. Curtis, och fick sitt nu gällande namn av Y.M. Ju & J.D. Rogers 2002. Nemania beaumontii ingår i släktet Nemania och familjen kolkärnsvampar.   Inga underarter finns listade i Catalogue of Life.